# UCI Coupe des Nations Femmes Juniors
La Coupe des Nations UCI Femmes Juniors (UCI Women Junior Nations’ Cup en anglais) est une compétition de cyclisme sur route réservée aux jeunes coureuses âgées de 17 et 18 ans. Créée en 2016, elle regroupe à la fois des courses d'un jour et des courses par étapes inscrites au calendrier international de l'UCI. Elle est réservée aux équipes nationales. Les nations participantes marquent des points tout au long de la saison et les cinq meilleures d’entre elles peuvent aligner une coureuse supplémentaire lors de la course en ligne des championnats du monde sur route juniors.
À l'issue de chaque épreuve un classement par nation est établi.
Une version pour les juniors masculins existe également depuis 2008.

## Courses
20 épreuves différentes ont fait partie de la compétition depuis son lancement en 2016.
| Épreuves                                             | Année            |
| ---------------------------------------------------- | ---------------- |
| Championnat d'Afrique du contre-la-montre juniors    | 2016-2019, 2021- |
| Championnat d'Europe du contre-la-montre juniors     | 2016-            |
| Championnat d'Europe sur route juniors               | 2016-            |
| Championnat du monde du contre-la-montre juniors     | 2016-2019, 2021- |
| Championnat du monde sur route juniors               | 2016-2019, 2021- |
| Piccolo Trofeo Alfredo Binda                         | 2016-2019, 2021- |
| Championnat d'Asie du contre-la-montre juniors       | 2016-2019, 2022- |
| Championnat d'Asie sur route juniors                 | 2016-2019, 2022- |
| Championnat d'Afrique sur route juniors              | 2017-2019, 2021- |
| Championnat d'Océanie du contre-la-montre juniors    | 2017-2019, 2022- |
| Championnat d'Océanie sur route juniors              | 2017-2019, 2022- |
| Circuit de Borsele juniors                           | 2017-2019, 2022- |
| Watersley Ladies Challenge                           | 2019, 2021-      |
| Bizkaikoloreak                                       | 2020-            |
| Tour du Gévaudan                                     | 2021-            |
| Clásica Jaén                                         | 2025-            |
| Tour de l'Abitibi                                    | 2025-            |
| Albstadt-Frauen-Etappenrennen                        | 2016             |
| Championnat panaméricain sur route juniors           | 2016-2019        |
| Championnat panaméricain du contre-la-montre juniors | 2016-2019        |
| Healthy Ageing Tour                                  | 2016-2019        |
| Gand-Wevelgem juniors                                | 2016-2019, 2022  |

- Les courses en jaune ne font plus partie de la Coupe des Nations.

## Barème
La coupe des nations attribue des points uniquement aux nations. Le classement par nation est obtenu par l'addition des points obtenus par les trois meilleures coureuses de
la nation dans chaque épreuve. Lors d'une épreuve d'une journée, il est attribué des points aux 15 premières coureuses de l'épreuve. Lors d'une épreuve par étapes, il est attribué des points aux 20 premières coureuses du classement général final. À chaque étape, il est attribué des points aux six premières coureuses. Les championnats continentaux juniors (course en ligne et contre-la-montre) attribuent également des points pour le classement de la Coupe des Nations Juniors :
|      | Points           | Points          | Points |
| Pos. | Course d'un jour | Course à étapes | Étapes |
| ---- | ---------------- | --------------- | ------ |
| 1    | 20               | 30              | 6      |
| 2    | 17               | 25              | 5      |
| 3    | 15               | 20              | 4      |
| 4    | 13               | 17              | 3      |
| 5    | 11               | 16              | 2      |
| 6    | 10               | 15              | 1      |
| 7    | 9                | 14              | –      |
| 8    | 8                | 13              | –      |
| 9    | 7                | 12              | –      |
| 10   | 6                | 11              | –      |
| 11   | 5                | 10              | –      |
| 12   | 4                | 9               | –      |
| 13   | 3                | 8               | –      |
| 14   | 2                | 7               | –      |
| 15   | 1                | 6               | –      |
| 16   | –                | 5               | –      |
| 17   | –                | 4               | –      |
| 18   | –                | 3               | –      |
| 19   | –                | 2               | –      |
| 20   | –                | 1               | –      |

|      | Points                | Points              |
| Pos. | Championnats d'Europe | Autres championnats |
| ---- | --------------------- | ------------------- |
| 1    | 10                    | 8                   |
| 2    | 8                     | 5                   |
| 3    | 6                     | 3                   |
| 4    | 5                     | 1                   |
| 5    | 4                     | –                   |
| 6    | 3                     | –                   |
| 7    | 2                     | –                   |
| 8    | 1                     | –                   |

## Palmarès
| Année | Vainqueur       | Deuxième        | Troisième       |
| ----- | --------------- | --------------- | --------------- |
| 2016  | Pays-Bas        | Italie          | France          |
| 2017  | Pays-Bas        | Grande-Bretagne | Italie          |
| 2018  | Pays-Bas        | Grande-Bretagne | France          |
| 2019  | Pays-Bas        | Grande-Bretagne | États-Unis      |
| 2020  | Espagne         | France          | Italie          |
| 2021  | Pays-Bas        | Allemagne       | Grande-Bretagne |
| 2022  | Grande-Bretagne | Pays-Bas        | France          |
| 2023  | Grande-Bretagne | Italie          | France          |
| 2024  | Grande-Bretagne | Pays-Bas        | France          |

## Statistiques
Mis à jour après l'édition 2024

### Bilan par nations
| Rang              | Pays              | 1er | 2e | 3e | Total |
| ----------------- | ----------------- | --- | -- | -- | ----- |
| 1                 | Pays-Bas          | 5   | 2  | 0  | 7     |
| 2                 | Grande-Bretagne   | 3   | 3  | 1  | 7     |
| 3                 | Espagne           | 1   | 0  | 0  | 1     |
| 4                 | Italie            | 0   | 2  | 2  | 4     |
| 5                 | France            | 0   | 1  | 5  | 6     |
| 6                 | Allemagne         | 0   | 1  | 0  | 1     |
| 7                 | États-Unis        | 0   | 0  | 1  | 1     |
| Total (7 nations) | Total (7 nations) | 9   | 9  | 9  | 27    |

### Records
| Record de victoires                     | Nb. | Coureur(s) / Nation(s) |
| --------------------------------------- | --- | ---------------------- |
| Classement final                        | 5   | Pays-Bas               |
| Épreuves individuelles (au total)       | 6   | Cat Ferguson           |
| Épreuves individuelles (sur une saison) | 5   | Cat Ferguson (2024)    |
| Épreuves par nations (sur une saison)   | 6   | Grande-Bretagne (2024) |